# Oakwood (condado de Cuyahoga, Ohio)
Oakwood es una villa ubicada en el condado de Cuyahoga en el estado estadounidense de Ohio. En el Censo de 2010 tenía una población de 3667 habitantes y una densidad poblacional de 411,1 personas por km².

## Geografía
Oakwood se encuentra ubicada en las coordenadas 41°22′1″N 81°30′15″O / 41.36694, -81.50417. Según la Oficina del Censo de los Estados Unidos, Oakwood tiene una superficie total de 8.92 km², de la cual 8.9 km² corresponden a tierra firme y (0.23%) 0.02 km² es agua.

## Demografía
Según el censo de 2010, había 3667 personas residiendo en Oakwood. La densidad de población era de 411,1 hab./km². De los 3667 habitantes, Oakwood estaba compuesto por el 30.68% blancos, el 64.69% eran afroamericanos, el 0.19% eran amerindios, el 0.74% eran asiáticos, el 0.05% eran isleños del Pacífico, el 0.22% eran de otras razas y el 3.44% pertenecían a dos o más razas. Del total de la población el 2.29% eran hispanos o latinos de cualquier raza.